# Litwinizm
Litwinizm (biał. Ліцвінства, літвінства / Lićvinstva, litvinstva), określany też jako idea wielkolitewska – ruch i idea, które pojawiły się na  Białorusi na początku lat dziewięćdziesiątych XX wieku, choć można dopatrzeć się związków z „krajowcami” z początku XX stulecia.
W 2020 roku Wincuk Wiaczorka i Siarhei Shupa są współautorami artykułu o tym, dlaczego Litwę należy nazywać „Litwą” („Литва”), a nie „Letuvą” („Летува”), i podkreślili, że używanie słowa „Letuva” („Летува”) jest niedopuszczalne. W 2023 roku białoruska działaczka polityczna Swiatłana Cichanouska nazwała litwinizm „przypadkami marginalnymi”, mającymi na celu sztuczne podzielenie Litwinów i Białorusinów, a także stwierdziła, że Białorusini szanują integralność i dziedzictwo Litwy.

## Opis
Idea odwołuje się do dziedzictwa  Wielkiego Księstwa Litewskiego, które było wielonarodowym państwem, tworzonym przez Litwinów, mówiących po polsku, rusku i litewsku. Członkom ruchu bliska jest tradycja wielonarodowej i tolerancyjnej Rzeczypospolitej Obojga Narodów, zamieszkiwanej przez Polaków, Rusinów oraz bałtyjskich Litwinów i Żmudzinów. Z kolei odległa jest im rosyjska ideologia panslawistyczna, która w dominującej wersji oznacza wspólnotę polityczną i kulturową Słowian wschodnich (Białorusinów, Rosjan i Ukraińców). 
Zwolennicy litwinizmu dążą do odrodzenia tradycji szlachty litewskiej, odwołując się do takich postaci, jak Adam Mickiewicz, Tadeusz Kościuszko, Michał Kleofas Ogiński i Józef Piłsudski. Starają się używać dawnego (sprzed reformy ortograficznej 1933 roku) języka białoruskiego (ruskiego), określanego przez nich jako język litewski. Wydają czasopismo „Litwa”, publikowane głównie w tym języku, ale pisane białoruską łacinką. 
Nie angażują się politycznie, poświęcając uwagę szerzeniu wiedzy historycznej, kultury i tożsamości litewskiej.  Ruch skupia głównie wykształconych młodych ludzi z Białorusi.